# Snatch (porcs i diamants)
Snatch (porcs i diamants) (títol original en anglès Snatch) és una pel·lícula britànica dirigida per Guy Ritchie i estrenada el 2000.

## Argument
El destí creuat de diversos personatges, entre els quals Franky anomenat "Franky quatre dits" que ha de lliurar al "Cosí Avi", un mafiós novaiorquès, un enorme diamant que acaba de robar.

## Repartiment
- Jason Statham: Turkish
- Stephen Graham: Tommy
- Brad Pitt: Mickey O'Neil
- Alan Ford: "Brick Top"
- Benicio Del Toro: Franky "Quatre dits"
- Dennis Farina: Cosí Avi
- Mike Reid: Doug the Head
- Vinnie Jones: Tony " Bullet Tooth Tony"
- Rade Serbedzija: Boris, " the blade "
- Robbie Gee: Vinny
- Lennie James: Sol
- Ade: Tyron
- Jason Flemyng: Darren, l'amic de Mickey
- Andy Beckwith: Errol, el braç dret de Brick Top
- Adam Fogerty: Gorgeous George
- Sam Douglas: Rosebud, el braç dret d'Avi
- Ewen Bremner: Mulet
- Scott Welch: Horace Anderson
- Peter Szakacs: Charlie

## Al voltant de la pel·lícula
- El 1998, Guy Ritchie escriu i realitza un primer llargmetratge, Lock, Stock and Two Smoking Barrels amb 960.000 £. La pel·lícula troba un enorme èxit i porta prop de 18.000.000 £ al box-office britànic.[3]
- Snatch  és el seu segon llargmetratge. Amb aquesta nova obra, el realitzador britànic troba l'esperit de Lock, Stock and Two Smoking Barrels  empenyent més lluny el cinisme i l'humor. A la seva primera pel·lícula, un grup de joves amics es trobaven barrejats per inadvertència amb el món de la droga, del crim i de la violència. Els personatges de Snatch  formen, per la seva part, integralment part d'aquest univers del crim, tractat pel realitzador amb ironia.
- Brad Pitt, per la qualitat de la primera pel·lícula de Guy Ritchie, va acceptar a la baixa les seves tarifes de 20 milions de dòlars per pel·lícula.[3]
- A fi de fer regnar una certa disciplina en el rodatge de Snatch , Guy Ritchie havia instaurat un sistema de multes per les persones que feien fallar una presa, pertorbaven el rodatge, etc. Tots els membres de l'equip el van experimentar, incloent-hi el seu instigador.